# Altura (Castellón)
Altura es un municipio español ubicado en la Comunidad Valenciana. Localizado en la comarca del Alto Palancia, el término municipal forma el límite entre las provincias de Castellón —a la que pertenece— y de Valencia. Está situada en el valle del río Palancia, el camino natural que une Aragón con la costa mediterránea. Se trata de un municipio de interior enclavado en plena Sierra Calderona cuyo mayor pico, el Montmayor, se encuentra en el Altura.
El término municipal ocupa una extensión de 129,47 km² y cuenta con una población de 3790 habitantes (INE 2024).
En Altura se sitúa la Cartuja de Vall de Cristo, uno de los centros religiosos más importantes del antiguo Reino de Valencia en funcionamiento durante 6 siglos, que además ostentaba señorío temporal y eclesiástico sobre diversas poblaciones y mantenía el control económico del lugar. Relacionado con ella, el Santuario de la Cueva Santa es un importante foco de peregrinaciones procedentes de la propia comarca y otras cercanas por la devoción a la Virgen de la Cueva Santa.

## Toponimia
La primera noticia sobre la localidad aparece en el Llibre del Repartiment de Valencia, donde se la nombra con el topónimo Huyturam. Más tarde en un documento fechado en 1237 el nombre de la población aparece como Eytura. En 1241 el testamento de Pedro Fernández de Azagra ya nombra a la localidad con su nombre actual de Altura. Este topoónimo tendría su origen en el árabe dada la población islámica asentada en la zona.
El gentilicio para los habitantes de la villa es «alturano» para el género gramatical masculino y «alturana» para el femenino.

## Símbolos
El escudo de Altura se define por el siguiente blasón:

Escudo cuadrilongo de punta redonda. Partido. En el primer cuartel, de azur una torre de oro, mazonada y aclarada de sable, rematada con bandera blanca. En el segundo cuartel, de oro, cuatro palos de gules. Al timbre, corona real abierta.

El actual escudo es el de uso inmemorial por la población, que fue rehabilitado el 25 de junio de 2002.
La bandera de Altura, adoptada el 26 de abril de 2005, se define de la siguiente manera:

Bandera de proporciones 2:3. De rojo, el escudo municipal al centro.

El municipio dispone de un himno propio creado durante la década de 1950 por Vicente San Benito durante su estancia en la localidad como director de la banda de música.
Desde 2014 el ayuntamiento utiliza el eslogan «Altura, conóceme y volverás» con fines de promoción turística.

## Geografía

### Localidades limítrofes
| Noroeste: Jérica              | Norte: Jérica         | Nordeste: Segorbe                               |
| Oeste: Alcublas (Valencia)    |                       | Este: Segorbe                                   |
| Suroeste: Alcublas (Valencia) | Sur: Líria (Valencia) | Sureste: Gátova (Valencia) y Marines (Valencia) |

### Orografía, hidrografía y geología
El término municipal es muy abrupto, propio de la sierra Calderona a la que pertenecen el Montmayor con 1017 m s.n.m., los 922 m s.n.m. de la Peña Rubia, el Alto del Rejo con  834 m s.n.m., el Cerro de la Segadiza con 915 m s.n.m., el Cerro de la Pedrera con 685 m s.n.m., el Cerro de las Fontanicas de 511 m s.n.m. o el Cerro Altamira de 426 m s.n.m. entre otras elevaciones. La situación de las cadenas de elevaciones marca la divisoria de aguas entre los ríos Turia y Palancia. 
El núcleo urbano se encuentra en el valle del Palancia a una altura que oscila entre los 400 y los 380 m s.n.m. a escasos 2 km del núcleo urbano de Segorbe dentro del eje vertebrador urbano formado por el río.
Hidrográficamente el término es extremadamente seco, no lo atraviesa ninguna corriente permanente de agua, pero sí posee un complejo sistema de ramblas y barrancos que se pueden clasificar en dos cuencas. Al norte, la rambla de la Torrecilla o Seca que desemboca en el río Palancia, en las proximidades de Segorbe. La otra cuenca corresponde a la rambla de
la Escarihuela que, entra en el término de Líria y desemboca en el río Turia, a su paso por el municipio alturano recibe las aportaciones del barranco del Cantal, del Cerezo, de los Muertos y del Losar. Sin embargo, hidrológicamente la zona es muy rica en manantiales, la mayoría de ellos estacionales y que no permitían el correcto desarrollo de la agricultura.

#### Cultura del agua

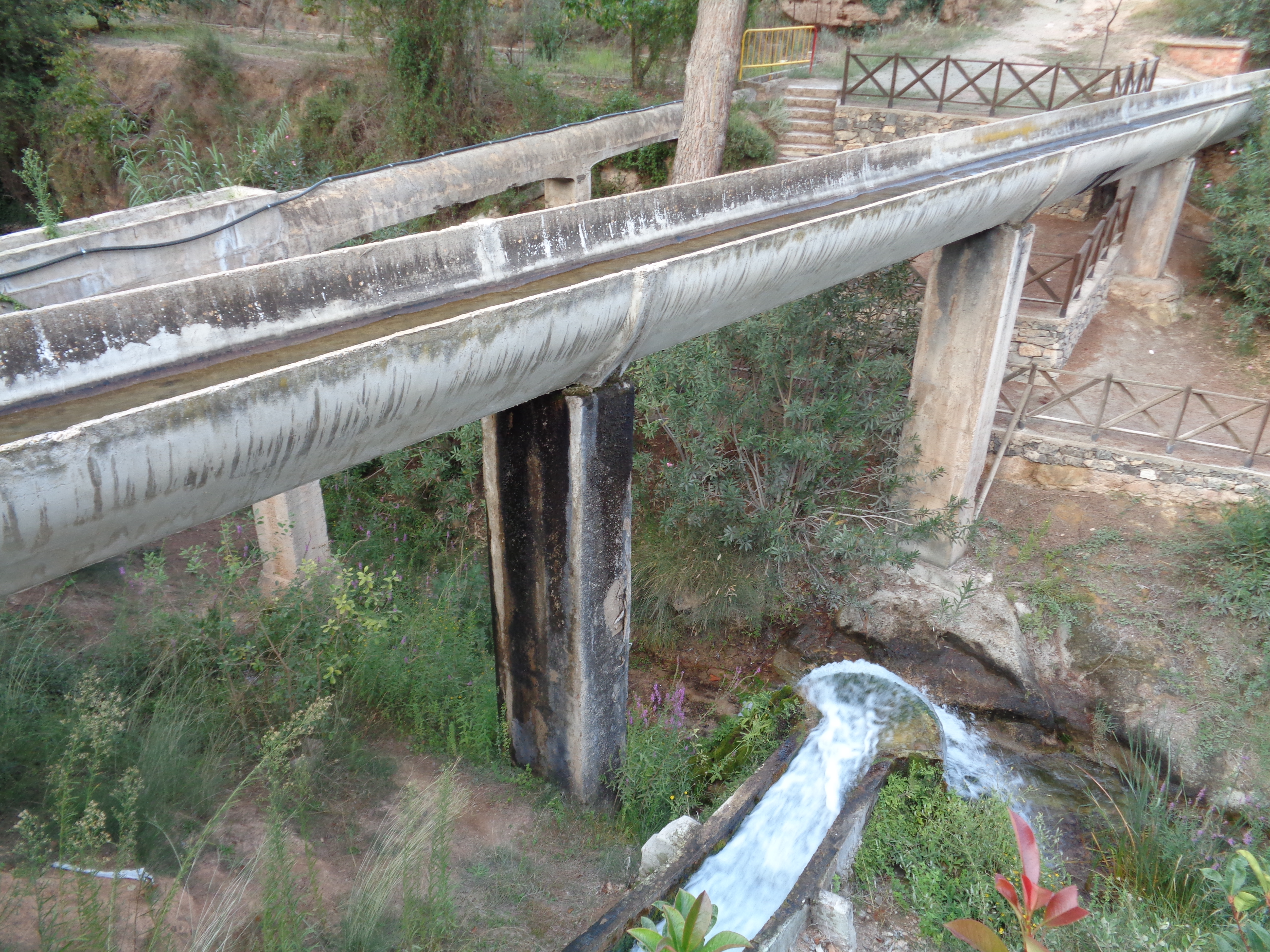
Fuente del Berro

La gestión del agua disponible ha sido de gran importancia histórica para la villa ya que dependía de terceros para garantizarse el suministro. Históricamente la principal procedencia del agua consumida en Altura provenía de la Fuente de la Esperanza situada en Segorbe cuya gestión fue objeto de numerosas contiendas solucionadas con tantas concordias como fuesen necesarias. En 1251 se conoce la sentencia dictada por Ximén Pérez de Arenós que distribuye las aguas entre Altura y Segorbe a cambio de ceder terreno alturano a la localidad vecina y que se derribara toda construcción que modificara el curso de las aguas. A comienzos del siglo XV el rey Martín I de Aragón cedió a la cartuja que había fundado años antes el derecho que había comprado a Segorbe de una hilada y media de agua cada día excepto los viernes que sería continua. Esta agua primero abastecía al monasterio, luego a las actividades agrarias, ganaderas e industriales del mismo y por último a la población. En 1531 el pueblo de Altura, financiado por la cartuja, construyó el antecedente de la actual Balsa Mayor donde se depositaban las aguas de la fuente después de hacer funcionar la actividad industrial de El Batán, y desde donde se repartía la cantidad pactada entre las poblaciones de Segorbe y Altura, con este acuerdo el pueblo de Altura renunció a la posibilidad de regar sus propias huertas ganándolo la cartuja. Los conflictos fueron continuos en el tiempo hasta que la desamortización de la cartuja provocó que los segorbinos cortaran el abastecimiento de agua a Altura alegando que el acuerdo era con la cartuja. La última disputa se solucionó en 1943 cuando Segorbe tuvo que ceder a Altura un caudal diario de entre 50 y 70 l/s.
Tras la desamortización Altura quedó desabastecida y sin posibilidad de capturar agua de una fuente estable. Sobre 1910 empezarían las propecciones para encontrar un manantial que abasteciera a la villa, sobre 1912 se encontró en el monte de la Rápita y se fundó la empresa encargada de extraer el agua de la bautizada como Fuente del Berro para llevarla a la población, cuyas obras comenzaron en 1913. Los trabajos se hicieron de rogar prolongándose hasta 1915 cuando la noche del 24 al 25 de marzo la población desesperada se reunió en la iglesia para rezar una novena a la Virgen de la Cueva Santa pidiendo el afloramiento del manantial hasta que por fin esa noche brotó el agua. En recuerdo de este milagro, Altura celebra cada año en estas fechas las Fiestas del Berro. El nuevo suministro de agua permitió un amplio desarrollo económico del municipio al permitir la expansión de los cultivos de regadío.
Las aguas de la Fuente del Berro se canalizan hasta la Balsa Mayor donde se juntan con las procedentes de la Fuente de la Esperanza y se reparten de la forma convenida. La red de acequias que permite regar la huerta de Altura consta de las acequias Madre, de la Villa, Abrotón, Pinarejo, del Plano, de la Cartuja del Salto y la del Medio. Otras zonas de huerta del municipio disponen de su propio sistema de riegos, como el de Parada Honda-El Salto-El Canar-Almagrán o los azudes de la rambla de los Cursos y el de los Tenderos. También se construyeron dos acueductos para llevar agua procedente de localidades al sur de Altura a molinos y otros aprovechamientos preindustriales.
El resto de zonas del municipio alejadas del núcleo urbano, de cursos de agua o sin usos industriales cercanos se veían obligados a recolectar el agua de lluvia en los navajos, nombre local para los aljibes  construidos sobre una depresión arcillosa con una pequeña cúpula o bóveda de piedra seca que protegía y mantenía las aguas para el uso humano y el abrevadero de animales. Se conservan unos 36 navajos en diferentes estados de conservación.
Las continuas disputas debido a la escasez de agua obligó a fundar una asamblea de regantes conocida como Mandas de Agua que, sin intervención de la administración pública, detenta funciones reguladoras, ejecutivas y de arbitraje en materia de riego, resolviendo en cada reunión, los litigios que puedan producirse en el reparto de aguas. Su organización y funcionamiento mantiene su estructura desde antiguo constituyendo un importante valor etnológico.

#### Zonas protegidas

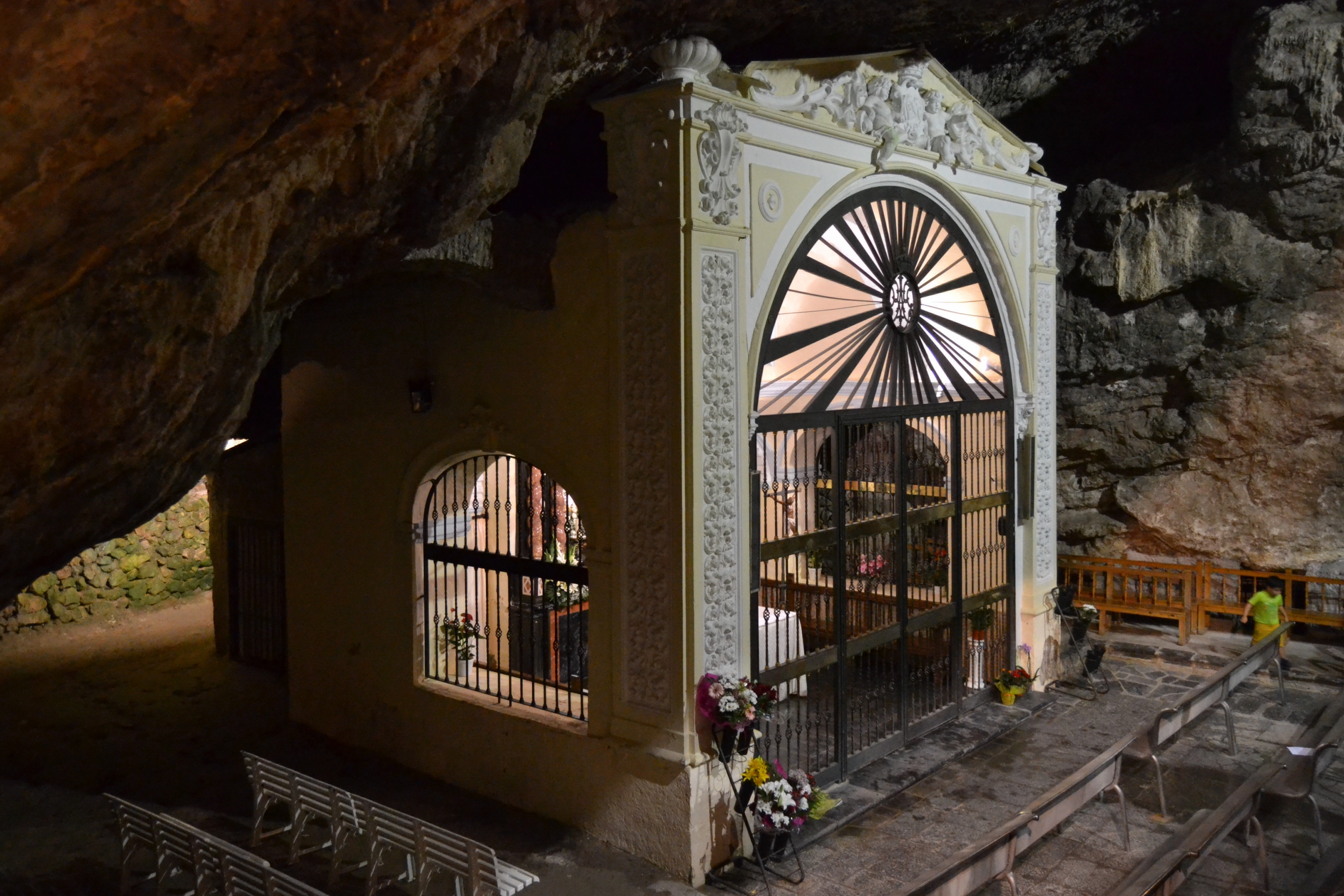
Santuario de la Cueva Santa

- De toda la extensión del Parque natural de la Sierra Calderona 1686,19 ha quedan dentro del municipio de Altura. A esto hay que sumarle el espacio declarado Zona de especial protección para las aves (2334,32 ha), y los considerados Lugar de importancia comunitaria y Zona especial de conservación de 1712,77 ha.[15]
- El Paraje natural municipal de La Torrecilla-Puntal de Navarrete cuenta con un espacio protegido de 331,30 ha dentro de las cuales se encuentra la microrreserva de flora del Puntal de Navarrete con 10,21 ha.[15]
- Entre las cuevas del municipio destaca la catalogada Cueva Santa,[15] pero también otras como la del Murciélago, la de Castrel, la del Latón y la de Vergara o del Tío Ramón.
- Otros sitios de interés ambiental son el monte de Santa Bárbara; el Pinar de San Juan; el Llano de las Boqueras; el Descansadero de la Torrecilla; el entorno de las 33 fuentes de agua de manantial que afloran en el término, incluyendo las Fontanicas, la de la Murta, la de la Torrecilla y la Fuente del Berro;  o la Cara del Moro.
- Las diferentes áreas de interés geológico del municipio son los Pocicos o Pozos de Mena,  una formación cárstica que configura piscinas naturales en la rambla de la Mena;[16] la peña de los Pajaricos; los acantilados de Uñoz; la Fuenseca o Fuentesica; Fuente Sierra y Clote Carreres.
- Los árboles de hasta 24 especies diferentes se encuentran protegidos de forma genérica en todo el término municipal. Junto a ellos una serie de árboles monumentales o conjunto de estos gozan de una protección específica, entre ellos destacan el plátano de la plaza del árbol, el Pinar de la Cartuja, el conjunto conocido como los Doce Apóstoles, el almez de la Cueva Santa, dos palmeras del casco urbano, las morrudas de las Tierras Fuertes o del Llano del Trull, la de Martín y la de Fuente Máñez, las carrascas del Tío Gorriz y la sabina de la Torrecilla.

## Historia
En el término municipal de Altura se han localizado hasta 32 yacimientos arqueológicos que permiten datar las primeras poblaciones de la zona en torno a la edad de bronce, con asentamientos en El Cantal, barranco del Cuervo, cuevas del Murciélago y del Tío Ramón, loma del Pante, Caparrota o Salto del Caballo entre otros. De época íbera son los restos encontrados en el Alto del Cantal, collado de Gabrada o el Campillo. De época romana es la villa encontrada en la zona de San Juan.
El origen de la actual población es musulmán, posiblemente una alquería de la que apenas se tienen noticias. La primera mención del Castrum de  Huyturam aparece en el Llibre del Repartiment de Valencia, donde se concede la población a Pedro Fernández de Azagra Señor de Albarracín, referendado de nuevo en 1237. En 1241 el citado señor deja en herencia la localidad a su hijo. En 1251 los documentos relacionados con el pleito de aguas mantenido con Segorbe hablan de que la parte alturana estaba representada por su señor y por la aljama islámica que habitaba la población. Posteriormente, en 1255 el rey Jaime I de Aragón creó la baronía de Jérica a favor de su amante Teresa Gil de Vidaure y en ella estaba incorporada la población de Altura, que a su muerte cedió algunas de las rentas de Altura al monstaerio de Gratia Dei de La Zaidía de Valencia.
Bajo el dominio de los Jérica se otorgan diversas Cartas Puebla, destacando la de 1276 donde el rey Pedro III se compromete a proteger a los sarracenos de la alquería de Altura, que en 1296 sería separada del resto de la población y donada a Sancho Pérez de Ribavellosa. En 1327 Buenaventura de Arbórea, viuda de Pedro I de Jérica concede Carta Puebla según los Fueros de Aragón.
En 1372 o 1374, debido a las numerosas deudas contraídas por el último barón de Jérica la población salió a subasta haciéndose con ella el entonces infante Martín que la incorporó al condado de Jérica concedido anteriormente por el rey Pedro IV y posiblemente volvió a otorgar Carta Puebla. En 1385, el infante funda la cartuja de Vall de Cristo en el valle de Cánova, identificado por un peregrino de Tierra Santa por su parecido con el valle de Josafat, obteniendo bula del antipapa Clemente VII ese mismo año, al año siguiente el rey asumió la iniciativa y le dio rango de fundación real. En 1407 Martín siendo ya rey concede las poblaciones de Altura y Alcublas a la cartuja con el título de baronía. Ese mismo año, por motivos diferentes, la cartuja rechazó los fueros aragoneses y se sometió a los Fueros de Valencia por lo que se otorgó a los jurados de la capital del Reino la jurisdicción criminal de Altura y Alcublas, de cuya ciudad se consideraron aldeas. Desde este momento la historia de Altura se vincula muy estrechamente con la de su cartuja, llegando incluso a desaparecer el topónimo que da nombre a la población al ser confundida con la del monasterio. Finalmente en 1409 la cartuja compró el señorío sobre la aljama haciendo desaparecer su jurisdicción independiente.

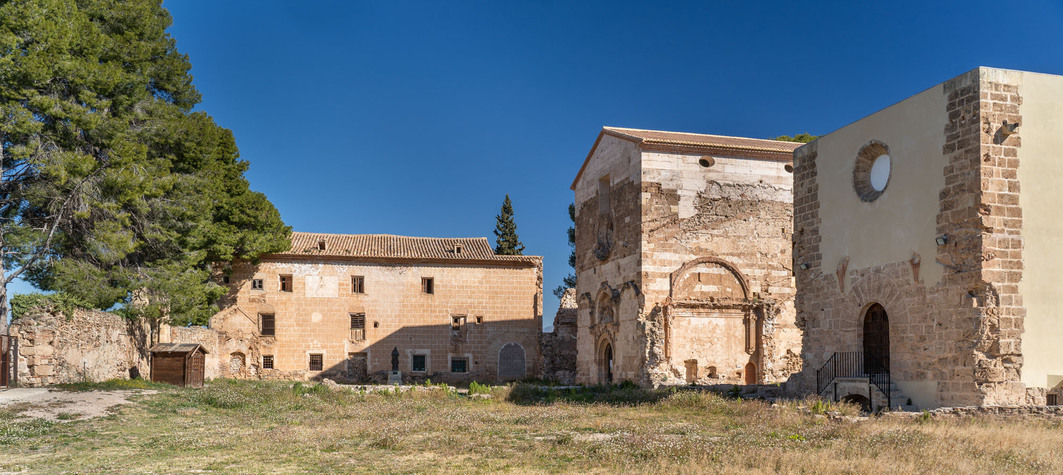
Cartuja de Vall de Cristo

La cartuja fue un importante centro religioso y económico del Reino, su prior era miembro nato del brazo eclesiástico de las Cortes del Reino de Valencia y fueron propulsores de la riqueza agropecuaria de la zona construyendo sistemas de riego, hornos alfareros, bodegas vinícolas, molinos y factorías textiles y papeleras en el Batán. Controlaban severamente la actividad ganadera construyendo masías en las dehesas más propicias del término, era de su propiedad la escasa pero floreciente agricultura alturana, y fueron muy inflexibles respecto al cobro de impuestoss y otras rentas a la población.
En 1505 apareció en la cueva del Latonero una imagen de la Virgen María a la que se dio la advocación de Virgen de la Cueva Santa, se cree que es obra del prior de la cartuja Bonifacio Ferrer, pero esta aparición no tuvo repercusión hasta un siglo después cuando en 1606 el monasterio perdió los derechos y la devoción se extendió a todas las localidades cercanas, llegando a construir un santuario en el interior de la cueva. En 1521 la población partidaria del bando agermanado durante la rebelión de las Germanías hizo frente a un ataque realista procedente de Jérica. En 1525 los primeros vecinos musulmanes abandonan Altura y se dispersan en asentamientos rurales a lo largo de la sierra de Espadán. El resto de la población musulmana fue expulsada en 1606 dejando 280 casas de cristianos viejos, la localidad fue repoblada por nuevos habitantes, para los que entre 1783 y 1789 se construyó una nueva iglesia, ya que en 1787 sumaban 1953 vecinos.
El 4 de septiembre de 1835 se disuelve la comunidad monástica de la cartuja al existir menos de 12 religiosos profesos y en 1836, en el marco de la Desamortización de Mendizábal, se ordenó la venta del edificio, algo que no se conseguiría hasta el 9 de noviembre de 1844 cuando pasó a manos privadas completamente vandalizada, una situación que continuó prolongada en el tiempo y que la llevó a la ruina. La exclaustración dejó a la localidad constituida en un municipio autónomo y libre de cargas feudales, pero también reavivó diversas disputas históricas que la sumieron en una relativa etapa de crisis. Pese a ello, el siglo XX se inició con 2734 habitantes y poco después, en 1907, comenzó la construcción del ferrocarril Ojos Negros-Sagunto, que circunvalaba el casco urbano de Altura, por parte de la Compañía Minera de Sierra Menera que explotaba las minas de hierro de la localidad turolense de Ojos Negros, permaneciendo en funcionamiento hasta 1972.
Durante la Guerra Civil el municipio fue ocupado por la línea XYZ de defensa republicana de Valencia durante la Batalla del Levante, por ello son numerosas las trincheras excavadas en la sierra Calderona de las cuales se conservan todavía algunos tramos.

## Demografía

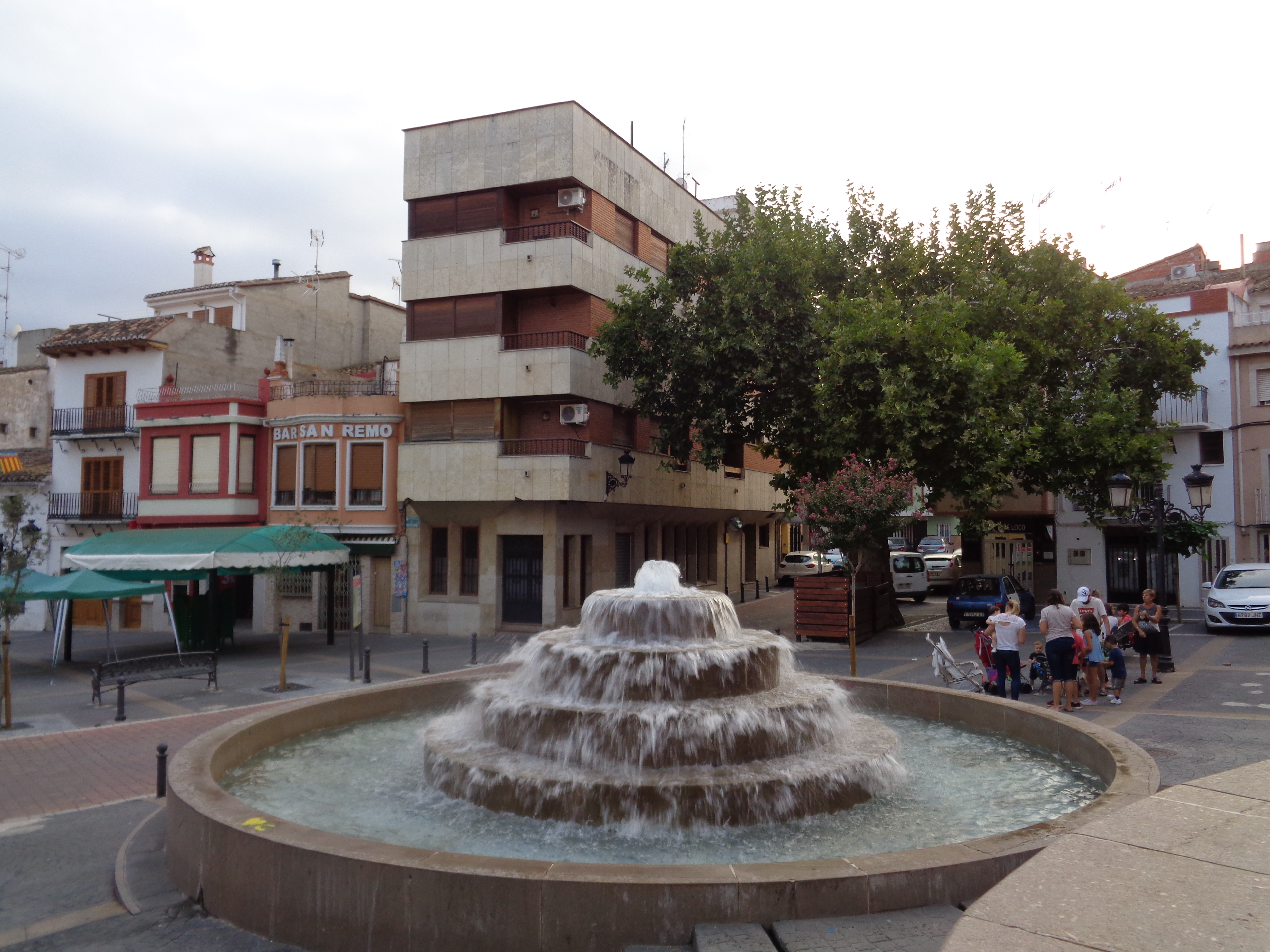
Plaza de la Cueva Santa

Altura cuenta con una población de 3790 habitantes (INE 2024).
| Gráfica de evolución demográfica de Altura entre 1842 y 2021                                                        |
| |
| Población de derecho según los censos de población del INE Población de hecho según los censos de población del INE |

Según el nomenclátor de 2023, el municipio de Altura comprende 27 entidades de población:
| Entidad de población      | Población | Coordenadas                                          | Distancia |
| Entidad de población      | 2023      | Coordenadas                                          | Distancia |
| Altura Diseminado         | 3600 4    | 39°51′3.03″N 0°30′46.92″O / 39.8508417, -0.5130333 - | 0 km -    |
| Convento                  | 19        | 39°51′10.32″N 0°30′34.60″O / 39.8528667, -0.5096111  | 500 m     |
| La Cueva Santa            | 0         | 39°50′31.95″N 0°36′54.20″O / 39.8422083, -0.6150556  | 11,6 km   |
| Masía Cucalón             | 0         | 39°47′23.13″N 0°38′9.60″O / 39.7897583, -0.6360000   | 12,5 km   |
| Masía Uñoz                | 2         | 39°48′14.25″N 0°34′6.32″O / 39.8039583, -0.5684222   | 7 km      |
| Abanillas                 | 0         | 39°45′53.79″N 0°36′58.42″O / 39.7649417, -0.6162278  | 13 km     |
| Masía de Ribas            | 4         | 39°51′10.83″N 0°35′15.97″O / 39.8530083, -0.5877694  | 8 km      |
| El Alfás                  | 4         | 39°50′37.97″N 0°30′39.75″O / 39.8438806, -0.5110417  | 840 m     |
| Barranco Hondo            | 1         | 39°51′10.62″N 0°30′20.14″O / 39.8529500, -0.5055944  | 890 m     |
| Cabezuelo                 | 4         | 39°50′39.18″N 0°31′49.89″O / 39.8442167, -0.5305250  | 1,6 km    |
| El Calarizo               | 1         | 39°50′37.63″N 0°35′33.46″O / 39.8437861, -0.5926278  | 6,7 km    |
| La Canaleta               | 1         | 39°51′9.50″N 0°33′30.09″O / 39.8526389, -0.5583583   | 3,7 km    |
| Cartuja de Vall de Cristo | 6         | 39°50′26.48″N 0°30′29.90″O / 39.8406889, -0.5083056  | 1,6 km    |
| La Cruz                   | 3         | 39°50′20.19″N 0°31′47.06″O / 39.8389417, -0.5297389  | 2 km      |
| Ermita                    | 3         | 39°51′5.84″N 0°30′22.91″O / 39.8516222, -0.5063639   | 700 m     |
| Fuente Saz                | 1         | 39°50′37.89″N 0°33′29.48″O / 39.8438583, -0.5581889  | 4 km      |
| Fuente Sierra             | 10        | 39°51′1.45″N 0°31′13.78″O / 39.8504028, -0.5204944   | 800 m     |
| La Jarea                  | 2         | 39°51′1.65″N 0°30′27.27″O / 39.8504583, -0.5075750   | 400 m     |
| La Molinera               | 2         | 39°51′4.92″N 0°34′43.89″O / 39.8513667, -0.5788583   | 6 km      |
| El Montecico              | 4         | 39°51′17.53″N 0°30′42.17″O / 39.8548694, -0.5117139  | 400 m     |
| Pepit                     | 0         | 39°51′24.60″N 0°30′51.08″O / 39.8568333, -0.5141889  | 600 m     |
| El Plano                  | 12        | 39°50′52.06″N 0°31′6.35″O / 39.8477944, -0.5184306   | 600 m     |
| El Rejo                   | 1         | 39°47′13.16″N 0°33′59.94″O / 39.7869889, -0.5666500  | 8,5 km    |
| San Juan                  | 2         | 39°50′2.53″N 0°30′27.78″O / 39.8340361, -0.5077167   | 3 km      |
| San Julián                | 0         | 39°50′36.48″N 0°30′8.15″O / 39.8434667, -0.5022639   | 1,2 km    |
| Santa Bárbara             | 5         | 39°51′13.39″N 0°31′25.50″O / 39.8537194, -0.5237500  | 1,4 km    |
| El Vallejo                | 5         | 39°50′30.01″N 0°30′56.08″O / 39.8416694, -0.5155778  | 1,1 km    |

## Economía
Tradicionalmente el sector primario ha mantenido una gran importancia en la economía alturana. La mayoría de la agricultura es de secano, que ocupaba una superficie en 2022 de 2380 ha, menor a la dedicada en 2012 con 2807 ha y unas 660 ha menos de las que se cultivaban 20 años antes. Estos cultivos son fundamentalmente frutales no cítricos (1223 ha), principalmente almendros, y olivos con 1106 ha. Las tierras dedicadas al regadío sumaban en 2022 364 ha, una cifra ligeramente superior a las 338 ha que ocupaba en 2012 y más del doble de las 149 hectáreas que sumaban en 2002. El principal cultivo con 186 ha son los frutales no cítricos como el peral, el níspero, el cerezo o el caqui, seguidos del olivar (119 ha) y las flores y plantas ornamentales con 34 ha. Según el censo agrario de 2020 existían explotaciones de cultivos herbáceos, 2 de invernadero, 556 de cultivos leñosos, y 8 de pastos. También existen dos cooperativas agrícolas.
En cuanto a la ganadería, según datos de 2022, en el municipio existen 57 571 cabezas de ganado cunícola —líder en la Comunidad Valenciana—, 25 000 aves de corral, 4309 cabezas de porcino, 1499 colmenas, 713 cabezas de bovino, y 130 cabezas de ganado ovino y caprino.
La industria ha adquirido importancia en sectores como el calzado, la confección y el envasado de frutos secos. Existe un polígono industrial, La Olivera, con 154 241 m² de superficie que da cabida a las 24 empresas del municipio que se dedican al sector secundario de la economía. Además, 58 empresas se dedican a la construcción.
Al sector terciario y de servicios se dedican 157 empresas en la localidad, de las cuales 75 operan en el sector del comercio, el transporte y la hostelería. En el polígono se puede encontrar alguna mediana superficie comercial que aprovecha la centralidad del lugar para dar servicio a la zona. El mercado no sedentario se realiza todos los sábados en la avenida de España.
La oferta turística de Altura se compone de un hostal con 32 camas, 8 casas rurales con 38 camas, 6 apartamentos turísticos legales con 36 plazas y un cámping con 336 plazas. De las empresas dedicadas al comercio, al transporte y a la hostelería 8 de ellas corresponden a restaurantes.

## Administración y política

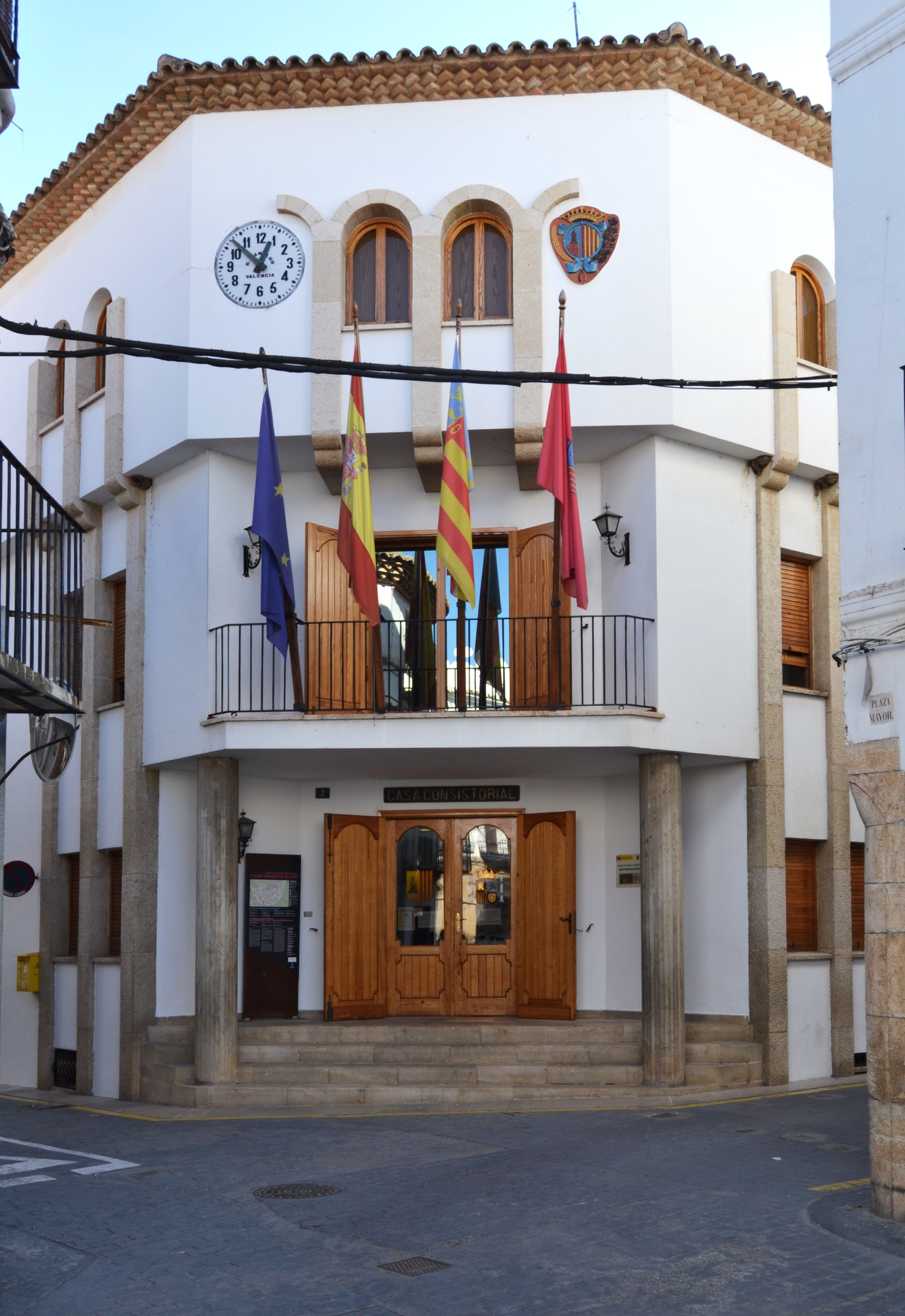
Ayuntamiento

Desde las primeras elecciones locales democráticas en 1979, una vez aprobada la actual Constitución de 1978, el ayuntamiento lo forma un pleno, que es el órgano de máxima representación política de los ciudadanos y el que toma todas las grandes decisiones del municipio, compuesto por 11 concejales, elegidos cada cuatro años por sufragio universal; que a su vez eligen de entre sus miembros al alcalde o alcaldesa, normalmente el líder del partido político con más apoyos, ya sea por haber formado una coalición o por haber obtenido de las urnas al menos los 6 concejales que constituyen la mayoría absoluta, si esto no sucede, en una segunda votación queda investido alcalde el candidato del partido más votado. Entre los miembros de la Junta de Gobierno y el resto de concejales que lo apoyen, el alcalde repartirá, siguiendo criterios personales, las diferentes delegaciones de cada área competencial que maneja la administración local.
Las siguientes personas han ocupado el cargo de alcalde de Altura. Algunos fueron electos popularmente y otros fueron nombrados por el Gobierno. Hasta 1979 las fechas y nombres no son exactos y falta alguna persona.
| Periodo    | Alcalde                | Partido                            |
| ---------- | ---------------------- | ---------------------------------- |
| sobre 1911 | Agustín Sebastián      | ¿?                                 |
| sobre 1924 | Vicente Marín          | ¿?                                 |
| sobre 1927 | José Llansana Bassas   | ¿?                                 |
| sobre 1934 | Juan Rodríguez Carot   | ¿?                                 |
| 1937-1938  | Ignacio Marín Blasco   | Confederación Nacional del Trabajo |
| 1938-1938  | Jesús Suesta Navarrete | Partido Comunista de España        |

| Periodo   | Alcalde              |
| --------- | -------------------- |
| 1939 - ¿? | Miguel Ventura       |
| ¿?        | Salvador Abad        |
| ¿?        | Fernando Marqués     |
| ¿?        | Miguel Máñez         |
| ¿?        | José Martínez Antich |
| ¿? - 1979 | Rafael Torres Górriz |

| Periodo   | Nombre                        | Partido   |
| --------- | ----------------------------- | --------- |
| 1979-1983 | José Lozano Carot             | UCD       |
| 1983-1987 | José Prieto Torres            | AP        |
| 1987-1991 | Manuel Carot Martínez         | PSPV-PSOE |
| 1991-1995 | Manuel Carot Martínez         | PSPV-PSOE |
| 1995-1999 | Manuel Carot Martínez         | PSPV-PSOE |
| 1999-2003 | Manuel Carot Martínez         | PSPV-PSOE |
| 2003-2007 | Francisco Vicente López Muñoz | PSPV-PSOE |
| 2007-2011 | Rafael Rubio Sellés           | PP        |
| 2011-2015 | Rafael Rubio Sellés           | PP        |
| 2015-2019 | Miguel López Muñoz            | PSPV-PSOE |
| 2019-2023 | Rocío Ibáñez Candelera        | PSPV-PSOE |
| 2023-act. | Rocío Ibáñez Candelera        | PSPV-PSOE |

## Servicios
Las competencias en materia de servicios sociales y de atención sociosanitaria están divididas entre la Consejería de Servicios Sociales, Igualdad y Vivienda de la Generalidad Valenciana y el Ayuntamiento de Altura. Este último provee un servicio de ayuda a domicilio para personas dependientes y gestiona una «Unidad de respiro familiar» donde se promueve el envejecimiento activo y se ayuda a las familias a conciliar su vida con los cuidados a una persona dependiente. La villa cuenta además con un club de convivencia de la tercera edad.
Los servicios educativos prestados en Altura solo cubre la educación infantil de primer ciclo (0 a 3 años) que se imparte únicamente en una escuela infantil privada y la enseñanza obligatoria compuesta por el segundo ciclo (3 a 6 años) de infantil y la educación primaria, que se imparte en el único colegio de la localidad, el Virgen de Gracia. Así mismo, también existe una escuela de música regentada por la Unión Musical y Cultural de Altura.
La asistencia sanitaria depende del Consultorio auxiliar dependiente del área sanitaria de Segorbe, que depende del departamento de salud de Sagunto. Este consultorio médico cuenta con los servicios de atención primaria general, pediatría, enfermería y matrona. El casco urbano está dotado de 5 desfibriladores y 5 aparatos antiatragantamiento de acceso público. En Altura existe un único despacho de farmacia.
La Policía local a cargo del ayuntamiento dispone de comisaría en la calle San Vicente.

### Comunicaciones
Las principales carreteras que discurren por el término municipal de Altura son las siguientes:
| Identificador | Itinerario            | Descripción     |
| ------------- | --------------------- | --------------- |
| A-23          | Autovía Mudéjar       | Sagunto-Somport |
| CV-25         | CV-25                 | Líria-Segorbe   |
| CV-245        | Carretera de Alcublas | Altura-Alcublas |

El transporte público interurbano por carretera comunica la villa con Valencia y Puerto de Sagunto, así como con las localidades intermedias de ambos recorridos. En temporada estival una línea de autobús une Altura con la Playa de Canet de Berenguer.

## Patrimonio

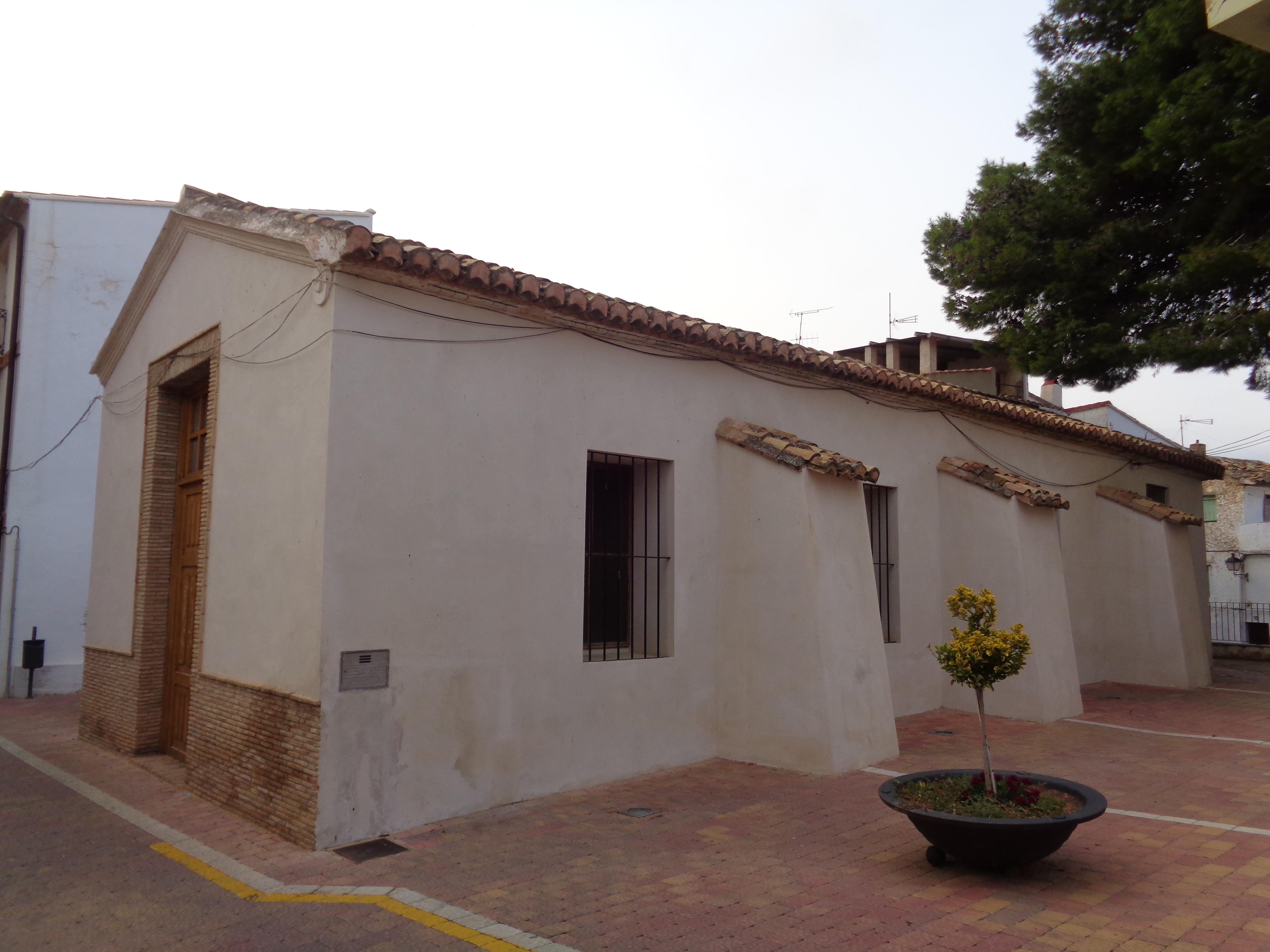
Iglesia Primitiva

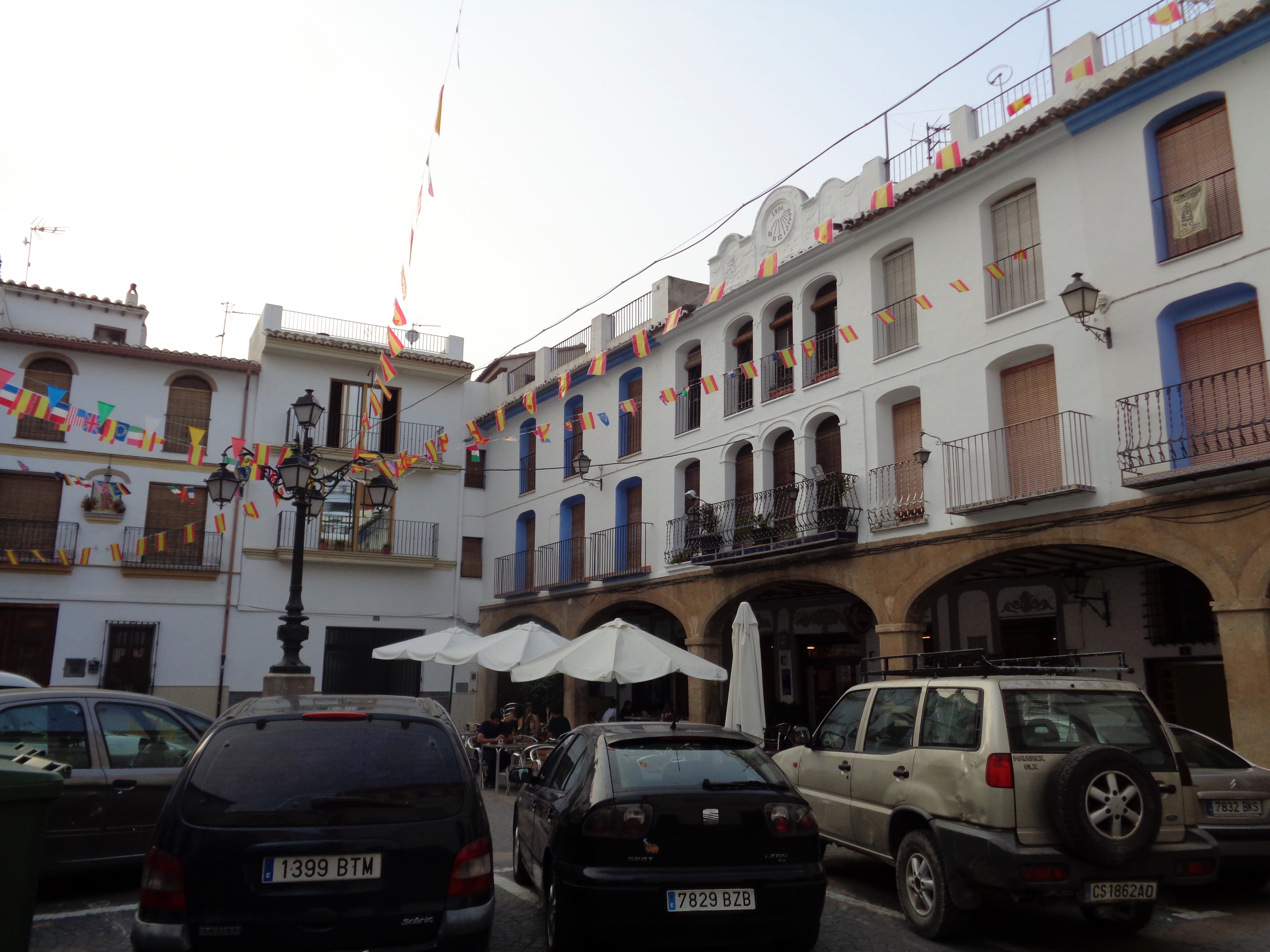
Plaza Mayor

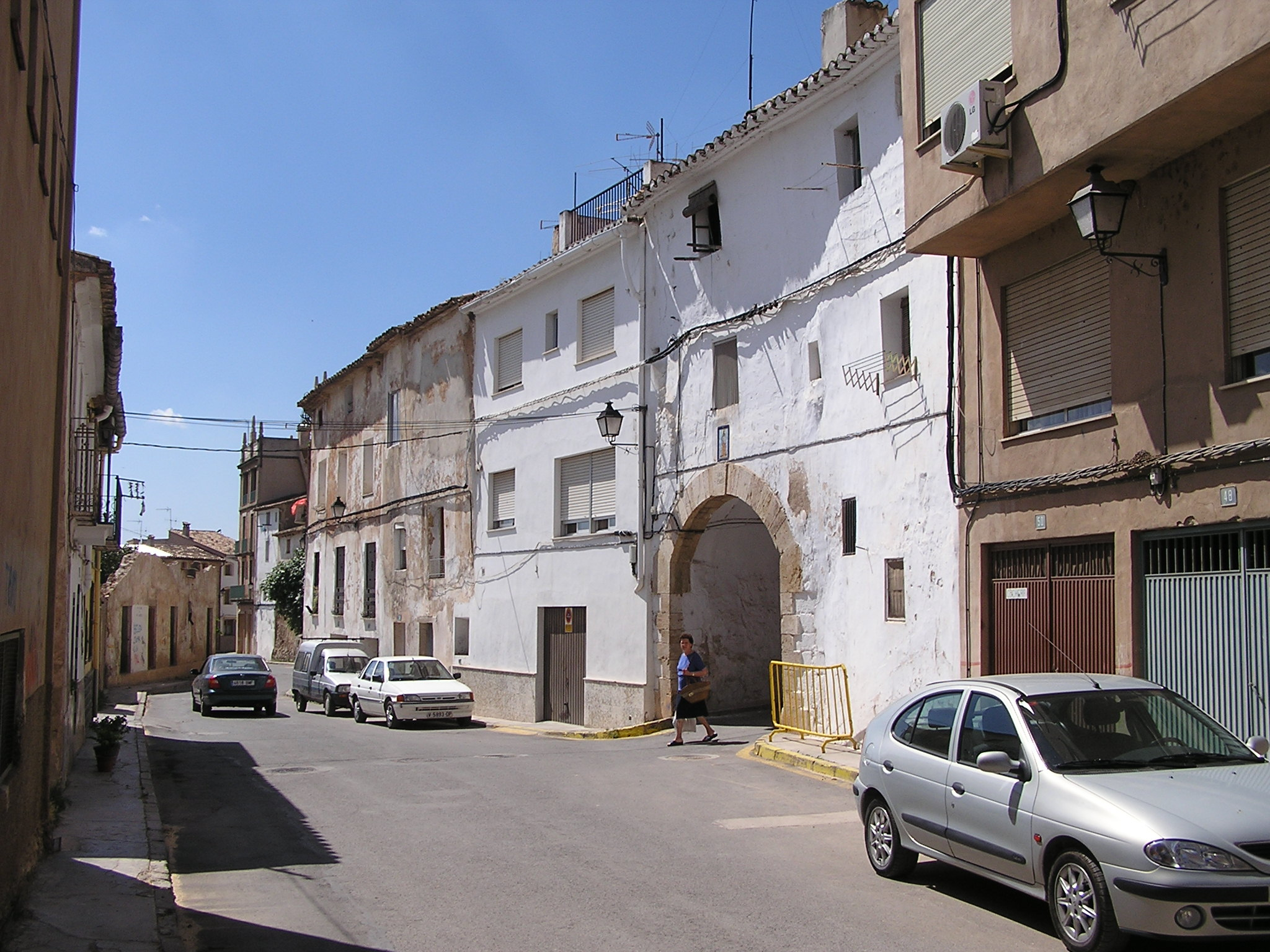
Recinto amurallado de Altura

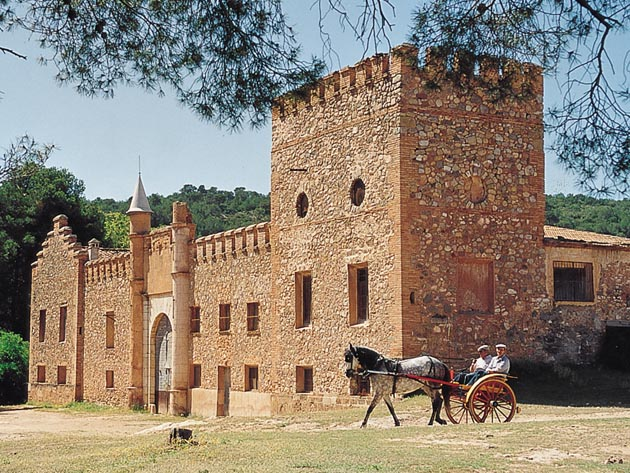
Masía fortificada de San Juan

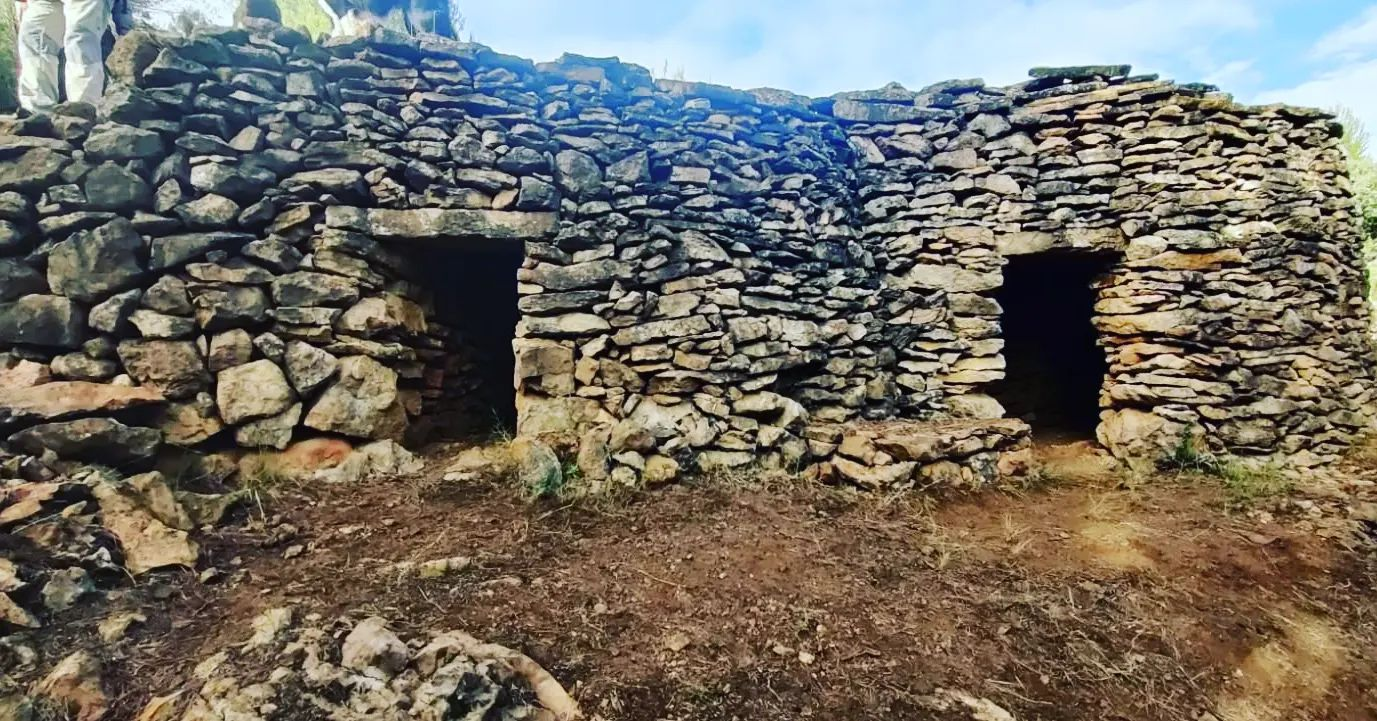
Corral restaurado

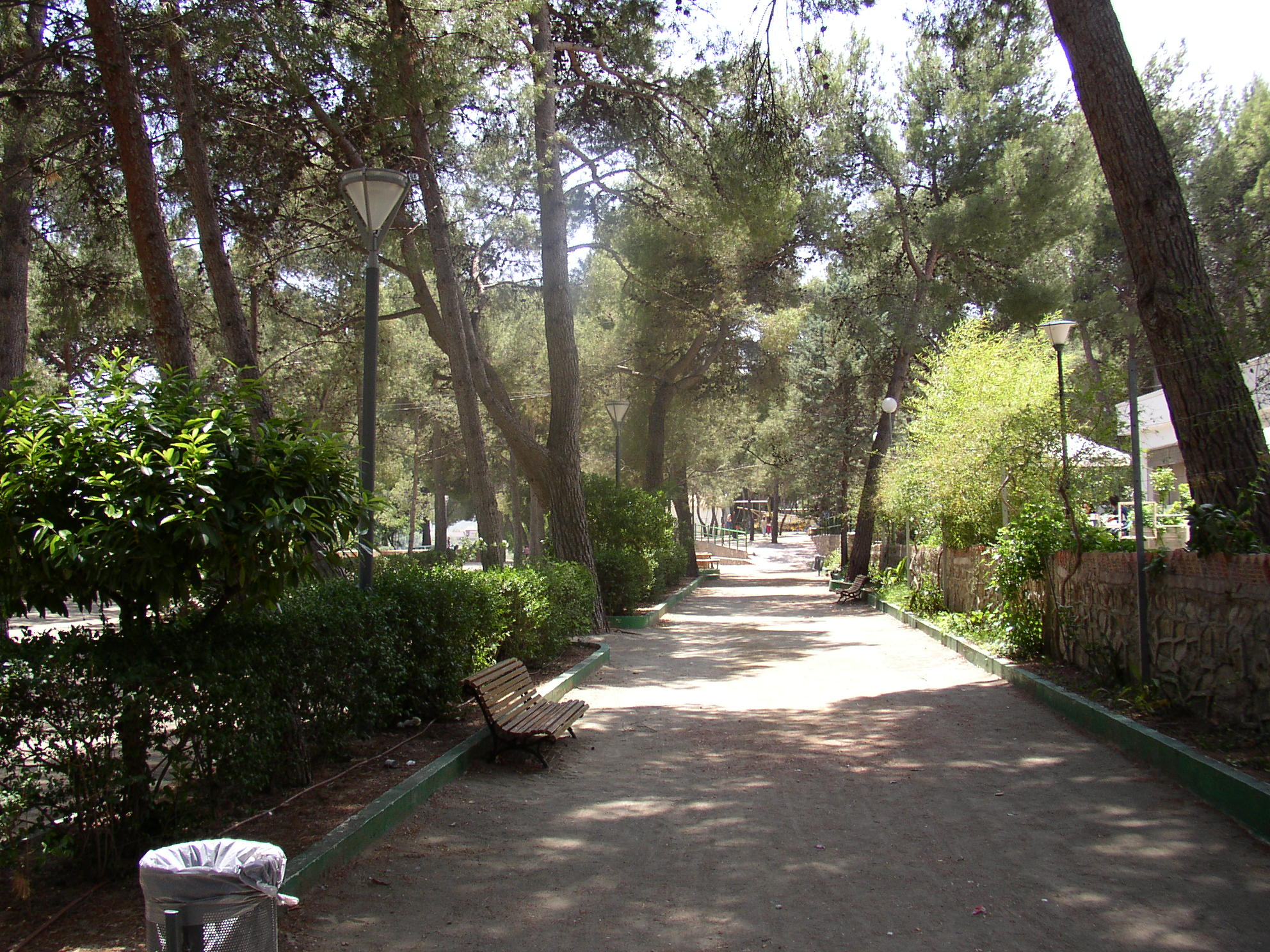
Parque Municipal

### Patrimonio religioso
- La Iglesia Primitiva es el antiguo templo dedicado a san Miguel y que antes fue la mezquita de la población. Está construida en mampostería revocada con cal, con contrafuertes exteriores y cubierta a dos aguas, su planta es rectangular y de cuatro tramos, el último añadido posteriormente, con arcos diafragmas de fines del siglo XIV. Fue declarada Bien de Relevancia Local en 1998.[46]
- La Cartuja de Vall de Cristo empezó a construirse en 1286 con el claustro viejo o de san Jerónimo y la iglesia de san Martín, en 1405 se inició la construcción del claustro mayor e iglesia mayor o de san Jerónimo. Durante el siglo XVI se hicieron numerosas reformas estéticas que buscaban tapar el origen gótico del conjunto. En el siglo XIX fue abandonada tras ser desamortizada convirtiéndose en ruina. En la actualidad se mantienen en pie la iglesia de san Martín, la Hospedería Nueva y partes de la iglesia mayor y de la muralla que cerraba el conjunto monástico.[47] La cartuja llegó a ser muy importante en el ámbito religioso del antiguo Reino de Valencia acogiendo a frailes como Bonifacio Ferrer, y estuvo entre las más ricas de la península Ibérica. Fue declarada Bien de Interés Cultural en 1984.
- La moderna Iglesia de San Miguel Arcángel se construiría en el siglo XV. Su exterior no presenta interés arquitectónico, pero en su interior destaca su decoración. El retablo de San Miguel del siglo XVIII, el retablo incompleto de San Miguel, Virgen y Santos, del promedio del siglo XV obra del denominado «Maestro de Altura», el retablo mayor de la Cartuja de Vall de Cristo obra de Juan Orliens en 1633,  diversas tallas datadas entre el siglo XV y el XVIII, el órgano del siglo XVIII, las pinturas del cupulín del camarín de la virgen de Gracia de Luis Antonio Planes de 1794, o las de las bóvedas obra de Vicente Izquierdo a mediados del siglo XIX. Fue declarada BRL en 1998.[48]
- El Santuario de la Cueva Santa está construido en una gruta de origen cárstico a 20 m de profundidad. En el centro se alza un templete rematado con frontón y en su interior retablo de mármol con hornacina central flanqueada por dos pares de columnas salomónicas de capitel compuesto, en el centro la imagen de la Virgen sostenida por sendas imágenes de plata.  La única obra arquitectónica no natural es la capilla del Sagrario situada en la entrada al nivel de la calle, es de traza elíptica con decoración de pilastras con capiteles compuestos y cornisa superior, cubierta por cúpula ovalada sobre tambor. Exteriormente consta de un pórtico de entrada con arcos de medio punto de mampostería y anexa se halla la hospedería. Fue declarada BRL en 1998.[49]
- La Ermita de la Purísima Concepción fue mandada construir en el siglo XVI sobre una colina en las inmediaciones de la población. Se construyó en estilo gótico con tapial y ladrillo con revoque de cal, cuenta con dos contrafuertes exteriores a cada lado, cubierta a dos aguas y aleros de tejas. La planta es rectangular, de una nave distribuida en cuatro tramos divididos por arcos fajones apuntados que descansan sobre pilastras. Fue declarada Bien de Relevancia Local en 1998.[50]
- La Ermita de Santa Bárbara, ubicada a 1 km de la localidad es de una sola nave y planta rectangular, con cubierta de madera a dos aguas, posee cuatro tramos divididos por tres arcos apuntados apoyados en su interior sin contrafuertes. La puerta de entrada es lateral y da acceso tanto al templo como a la vivienda de la ermita.[51] En 1998 fue catalogada como BRL.
- La iglesia del antiguo convento de las Hermanas Terciarias Capuchinas de la Sagrada Familia se erigió en 1905. Actualmente sirve como centro de espiritualidad, retiros y convivencias de la congregación con el nombre de Casa Pastoral Luis Amigó Ferrer.
- La religiosidad popular también se muestra a través de los numerosos altares callejeros distribuidos por toda la población. En Altura se pueden encontrar de dos tipos, los formados por paneles cerámicos o los formados por una imagen escultórica en una hornacina. De los primeros hay al menos 15 en la localidad, de los cuales están declarados BRL el de la Santísima Trinidad, los dos de la Virgen de la Cueva Santa, el de San Antonio Abad y el de San Miguel. Del otro tipo, existen dos, un crucifijo en la calle del Berro y una imagen de Vicente Mártir en la calle dedicada a este santo.
- Por toda la extensión del término municipal se pueden encontrar cruces, pilones y casilicios, hasta unas 15 piezas en diferentes estados de conservación. Las más destacadas son la de Pallás datada entre los siglos XIV y XVI, la de San Juan de estilo renacentista de los siglos XVI o XVII, el pilón de los de Aragón, el de la Paloma o el de la Pota del caballo.[52]

### Patrimonio civil
- La Plaza Mayor de Altura es un conjunto de área rectangular de casas construidas con mampostería y revoque que en uno de sus lados mayores está porticado con cuatro arcos rebajados propios del siglo XVII. En el centro de la plaza se encuentra una fuente formada por una pila y un pilón que sostiene una farola del siglo XIX.[53] Presenta especial interés la casa situada en el n.º 22 de la plaza.
- La Casa Grande es un caserón del siglo XVI que conserva sus dependencias originales y su estilo renacentista. En 2019 el edificio fue declarado BRL y el escudo situado en la puerta como BIC.[54]
- La Casa del Marqués o de la Perdiz fue construida por la burguesía que en el siglo XIX comenzaba a pasar sus veranos en la localidad. Es de estilo modernista con una sola planta sobreelevada y numerosa decoraión en fachada.[55]
- Otras casas de interés situadas en el casco urbano del municipio son la Casa Catalá, la Osorio, la Agustín, la de la calle Canónigo Suesta n.º 15, las de la calle del Empedrao n.º 2 y 4, las de Mayor n.º 17 y 34, la de San Roque n.º 31 y la de la calle San Vicente n.º 13.
- Históricamente una parte de los habitantes Altura vivían dispersos en las numerosas masías del municipio, dedicándose a tareas agrícolas y ganaderas y de carácter rural. De 10 de ellas han llegado hasta la actualidad sus construcciones: la de Uñoz, de Vergara, de Rejo, de la Murta o de Randero, de Abanillas, de Rivas, del Cojo o la del Batán, originalmente una fábrica de tejidos y posteriormente de papel perteneciente a la cartuja.[56]
- La Piedra del Escudo es una roca con la Señal de Aragón grabada. Se desconoce su origen y su función pero su ubicación entre diversas masías de la zona hace pensar que se trate de un mojón dividiendo distintas propiedades.[52]

### Patrimonio defensivo
- Del recinto amurallado de Altura se conocen pocos datos y en la actualidad se encuentra confundido entre las edificaciones de la localidad, siendo solo reconocible por la topografía, la parcelación de su interior y por la supervivencia de dos de sus portales, el de las Parras y el de Clemente Serrano, conocido como el Portalico construido con un arco de medio punto sobre sillería. Fue declarado BIC en 1998.[57]
- Dos de las masías del municipio, la de San Juan y la de Cucalón, presentan la particularidad de estar fortificadas, por ello la primera fue catalogada como BIC en 1998 y la otra en 2019.[58]
- Hasta 21 tramos de las trincheras construidas por el ejército republicano durante la Guerra Civil mediante la técnica de la piedra seca[59] se han localizado entre el paraje de la Torrecilla hasta el Hontanar.[60] 8 de los tramos están protegidos como Bienes de Relevancia Local.[61]

### Patrimonio agrario
La economía basada en la ganadería trashumante del lugar ha dejado numeroso patrimonio disperso por todo el término municipal, prácticamente todos ellos construidos con la técnica de la piedra en seco, declarada Patrimonio cultural inmaterial de la Humanidad por la Unesco en el año 2018. Se han encontrado hasta 70 referencias de construcciones utilizando este método en Altura, 32 de ellos corrales para el ganado; al menos 7 refugios para los pastores en diferentes estados de conservación; varios ribazos de los que uno de ellos conserva un cuco, una oquedad en la pared en la cual poder guardar alimentos.
Grandes construcciones surgidas con este propósito económico son las Casas de Caparrota formadas por viviendas y corrales para el ganado que se han mantenido en buen estado de conservación, así como la aldea despoblada de Las Veinticuatro, un grupo de casas construidas con piedra seca o con adobe en diversos estados de mantenimiento. También son varias las casetas de aperos localizadas en el municipio construidas en adobe que tienen especial interés patrimonial.
Otras construcciones de carácter agrario son los trules o depósitos para elaborar vino, así como los hornos y las carboneras para guardar cal y yeso.

### Lugares de interés
- La Piedra del Cantal es una estructura formada por varias piedras de gran tamaño, que parecen ser puestas por la mano del hombre unas sobre otras, lo que llevaría a entenderlo como un menhir. Se localiza a los pies de un pueblo íbero y aunque se desconoce su utilidad la tradición oral le adjudica un uso religioso.[66]
- El Parque Municipal, de Carlos VII o de la Glorieta históricamente fue lugar de descanso del ganado que pasaba por la vereda de Altura camino de Aragón. En la década de 1930 se transformó en un pinar que posteriormente se acondicionó como parque.
- La Vía Verde de Ojos Negros sigue el recorrido del ferrocarril minero clausurado que fue convertido en vía verde a partir de 2002, conecta Sagunto y la Vía Churra con Teruel.[67] Está preparada para el tráfico de senderistas y ciclistas y adaptada para personas con movilidad reducida contando la calzada con una parte de asfalto y otra de tierra compacta.[68]

## Cultura
En el municipio pueden encontrarse diversas asociaciones culturales enfocadas a diversos intereses. Destacan las asociaciones dedicadas a la defensa del patrimonio, como la Asociación El Cantal o la Asociación Cultural Cartuja de Valldecrist, las dedicadas al folclore local como la Asociación Folclórica Las Cantanillas, y especialmente las dedicadas a la música, desde la colla de dolçainers i tabaleters, la Asociación Local de Tambores y Bombos, el Coro parroquial y la Unión Musical y Cultural de Altura (UMCA), la banda de música de la villa que mantiene y expande la cultura y la tradición por la música de banda de la Comunidad Valenciana declarada manifestación cultural representativa del patrimonio inmaterial de España por el Ministerio de Cultura en 2021, y por ello fueron declaradas BIC inmaterial en 2018.
Entre los equipamientos culturales del municipio destaca la Agencia de Lectura, el Salón sociocultural que es un espacio multifuncional, la Sala de exposiciones Manolo Valdés en las antiguas escuelas, el Museo del Aceite en la antigua almazara La Hidráulica fundada en 1927 y conservada tal cual se dejó en el momento de su cierre en 1998, y la Colección Museográfica Cartuja de Vall de Cristo situada en el núcleo urbano alberga piezas arqueológicas y arquitectónicas del monumento así como información sobre su historia.
Certámenes culturales
Altura organiza anualmente los siguientes acontecimientos de carácter cultural:
- El Certamen Literario «Cartas de Mujer» se convoca desde 1996 coincidiendo con la celebración de la Semana de la Mujer alrededor del 8 de marzo en el que se incentiva la participación de las mujeres de la comarca en el ámbito literario.[73]
- El Concurso de Fotografía Villa de Altura se convoca anualmente para seleccionar una fotografía que sirva de portada al programa de las Fiestas del Berro.[74]
- Las Jornadas culturales «Valldecrist, ámbito de culturas», se realizan durante el verano en el recinto monástico que le da nombre visitas guiadas y teatralizadas, charlas, espectáculos artísticos y actividades infantiles.[75]
- Desde 2001 el ayuntamiento convoca el Concurso Internacional de Artes Plásticas «Manolo Valdés» abierto a artistas nacionales y extranjeros en las modalidades de pintura y escultura en cualquier técnica que presenten obras originales. Existen cuatro categorías de premios según la procedencia, edad o tipo de obra presentada al concurso.[76]

### Lengua
El artículo sexto del Estatuto de autonomía establece que el valenciano es la lengua propia de la Comunidad Valenciana, que goza de oficialidad junto al castellano en todo el territorio y que la Generalidad delimitará por ley las zonas en las que predomine una u otra lengua. De acuerdo con esa ley el municipio de Altura se sitúa en la zona de predominio lingüístico castellano.
Esto se debe a que tras la reconquista la zona fue repoblada por colonos cristianos de origen aragonés, probablemente procedentes de Teruel y Albarracín. La zona del Alto Palancia constituye un cruce de culturas con un fuerte impacto en la lengua de sus habitantes, pues está muy influenciado por el idioma aragonés y el valenciano, que junto a la larga pervivencia del árabe ha dejado un vocabulario particular y una modalidad hablada características. Además, los habitantes de Altura sesean, una particularidad única en la zona.

### Fiestas
- Las Fiestas de San Antón se realizan anualmente en el mes de enero durante tres días. El viernes se celebra la tradicional hoguera y el toro embolado, el sábado se celebran diversas exhibiciones taurinas que finalizan con el toro embolado, y el domingo se celebra la bendición de animales.[79]
- Del 22 al 25 de marzo se celebran las Fiestas del Berro en honor a la Virgen de la Cueva Santa y al afloramiento del manantial del Berro con pasacalles, verbenas, actos folclóricos, fuegos artificiales, ofrenda de flores a la Virgen y el día 25 de marzo misa, bendición de las aguas de la Fuente del Berro y procesión de la Virgen de la Cueva Santa.[80]
- La Semana Santa se celebra en la localidad con los actos litúrgicos respectivos y tres procesiones el Jueves y Viernes Santos y el Domingo de Resurrección.[81] Mientras tanto, el sábado suele celebrarse el festival Berro Rock con la participación de bandas de rock locales y provinciales.
- El Lunes de Pascua tiene lugar la romería a la ermita de la Esperanza de Segorbe, siendo el pistoletazo de salida para los festejos taurinos que se prolongarán durante varios días.
- El último domingo de abril tiene lugar la Romería Oficial de Altura al Santuario de la Cueva Santa que se remonta al siglo XVI con la participación de miles de personas ataviadas con pañuelos típicos y cañas, así como en caballerías y vehículos a motor.[82] Está declarada Fiesta de Interés Turístico Provincial.[83]
- El segundo fin de semana de mayo se celebran las fiestas en honor a la Virgen de los Desamparados durante 4 días aunque previamente se celebra una novena. Durante las fiestas se llevan a cabo verbenas, actos taurinos y religiosos.[84]
- Prácticamente durante todo el mes de septiembre se celebran las Fiestas Patronales en honor a San Miguel Arcángel y la Virgen de Gracia. Consta de numerosos actos religiosos, culturales, deportivos e infantiles; desfiles, fuegos artificiales y la Semana Taurina con entradas de toros, exhibiciones  y toro embolado.[85]
- En fechas cercanas al 22 de noviembre se celebran las fiestas en honor a Santa Cecilia, patrona de los músicos, por ello esta fiesta está protagonizada por os miembros de la Unión Musical y Cultural de Altura, destacan los desfiles, actos religiosos y el concierto extraordinario que brindan por la ocasión.[86]

### Gastronomía
La gastronomía típica de Altura se enmarca dentro de la dieta mediterránea y da mucha importancia a productos de origen local, especialmente a las frutas, verduras y productos horneados.
Entre los platos típicos cabe destacar la olla de pueblo, las patatas a lo pobre, o las ensaladas aliñadas con aceite de oliva virgen extra de producción local. Como repostería es tradicional la torta malhecha.

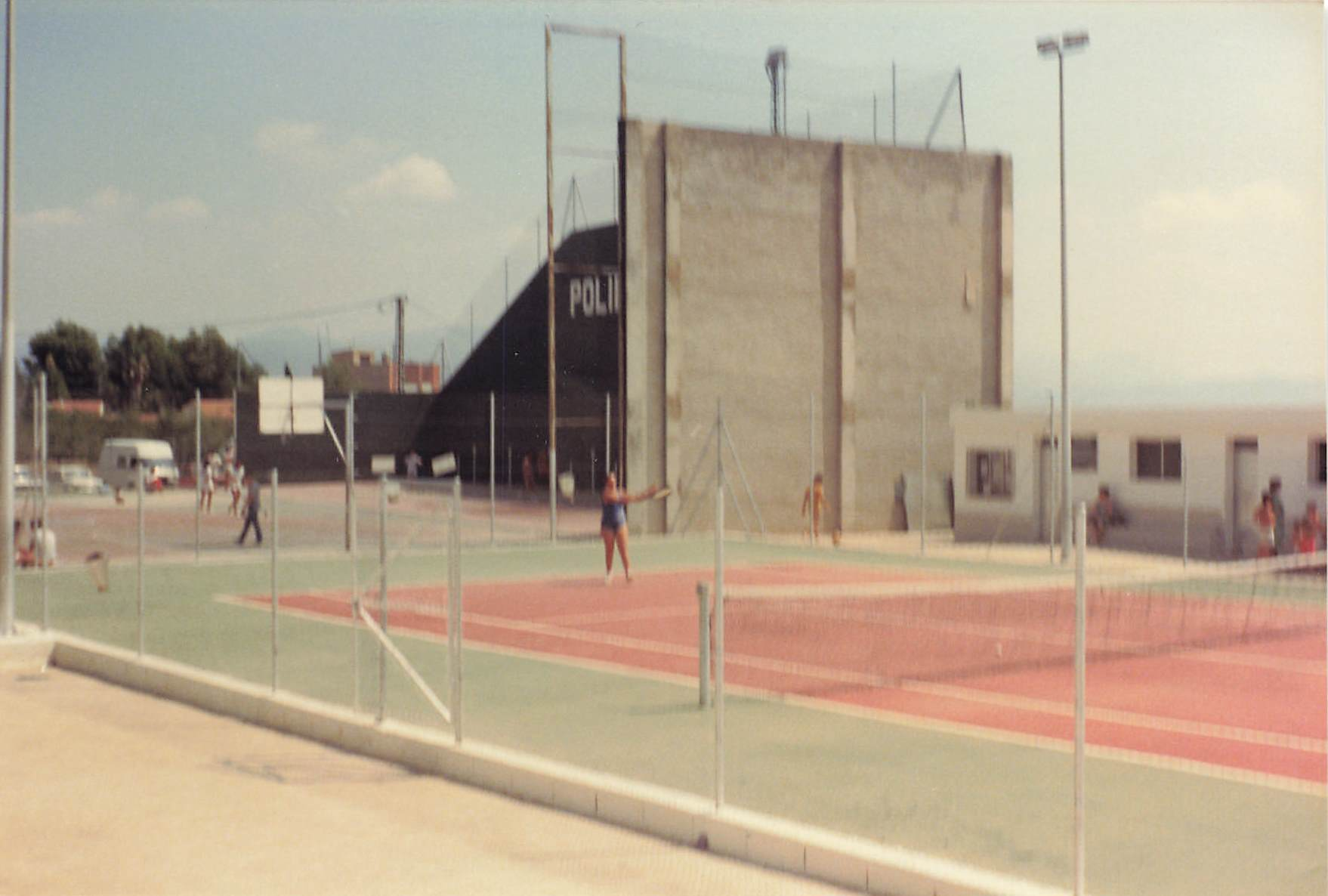
El polideportivo en la década de 1980

### Deporte
En el municipio existen clubes deportivos de baloncesto, fútbol, tenis, tiro con arco, balonmano, triatlón y ciclismo.
Las instalaciones deportivas disponibles en Altura son el Polideportivo con campo de fútbol, canchas de baloncesto y tenis y frontones; la Piscina municipal, el Salón sociocultural, la pista de balonmano y el circuito biosaludable.
Entre julio y agosto se celebra el Open de Tenis de Altura que cuenta con más de 40 ediciones y está abierto a todas las categorías. Durante las Fiestas Patronales se celebran numerosos eventos deportivos, de balonmano, billar, ajedrez o frontenis.

### Municipios hermanados
La villa de Altura está hermanada con la comuna francesa de Hauteville-lès-Dijon.